# Vadelaincourt (rivière)
La Vadelaincourt est une rivière française qui coule dans le département de la Meuse, dans la région du Grand Est. Elle prend sa source sur la commune de Lemmes, s'écoule généralement vers le nord-ouest à travers le paysage naturel de l'Argonne et se jette après une vingtaine de kilomètres comme un affluent droit dans la Cousances.

## Lieux traversés par la rivière
- Lemmes
- Vadelaincourt
- Les Souhesmes-Rampont
- Jouy-en-Argonne
- Dombasle-en-Argonne
- Récicourt
- Parois, commune de Clermont-en-Argonne